# 松田美智子 (料理研究家)
松田 美智子（まつだ みちこ、1955年9月25日 - ）は、料理研究家でテーブルコーディネーター。

## 来歴・人物
1955年9月25日、東京都生まれの神奈川県鎌倉市育ち。清泉小学校、清泉女学院中学校・高等学校卒業。女子美術大学卒業。
ホルトハウス房子に師事し、各国の家庭料理を学ぶ一方、日本料理、中国家庭料理を学ぶ。
1984年からケイタリング会社「パロル」を知人と経営。
1993年から『松田美智子料理教室』の主宰者を務める。
メニュー開発、システムキッチンの開発。 料理本、エッセー、雑誌、テレビ、CM 、講演、パーティープロデュースなど多方面の料理関係の仕事を行う。 
日本雑穀協会理事。料理研究家、テーブルコーディネーター。女子美術大学講師。

## テレビ出演
- 「きょうの料理」（NHK）
- 「キユーピー3分クッキング」（日本テレビ）
  - 2002年4月 - 9月（隔週土曜日・「週末は野菜をたっぷり!」講師）[2]
  - 2003年10月　- 11月（土曜日・講師）

など

## 著作
- 『夫のことを考えた幸せのごはん』文化出版局, 1996.7
- 『幸せの夕ごはん キッチンでも、食卓でも』文化出版局, 1997.10
- 『人気料理教室松田美智子のおいしいbest 10 : Recipes 110 (講談社のお料理book) 1999.11
- 『おいしいでしょ、お漬けもの 幸せの野菜レシピ』婦人画報社, 1999.7
- 『やっぱり、わが家で「おもてなし」 気取らずに、ちょっとお洒落で、おいしいものを』講談社, 1999.9
- 『「ただいま」から20分のひとりぶんごはん たっぷり野菜を残さず使いきるカンタン・おしゃれなおそうざい105レシピ』河出書房新社, 2001.8
- 『きれいになる!新和食』講談社, 2001.9
- 『松田美智子の魚焼きグリルあれこれ!cooking』河出書房新社, 2002.11
- 『「ただいま」から20分のひとりぶんごはん part2』河出書房新社, 2002.3
- 『ひとり暮らしのためのちゃんとごはん (別冊すてきな奥さん) 主婦と生活社, 2002.4
- 『だから家に呼びたくなる 松田流「おもてなし術」』講談社文庫 2002.9
- 『具だくさんスープ 「ただいま」から20分のひとりぶんごはん』河出書房新社, 2003.11
- 『仕事も男も匙加減ひとつ』ベストセラーズ, 2003.2
- 『フライパンはエライ! おかずもごはんもひと皿で』(講談社のお料理book) 2003.3
- 『新・和ごはんスペシャル 「ただいま」から20分のひとりぶんごはん』河出書房新社, 2003.6
- 『松田美智子の魚焼きグリルでパパッと! cooking』河出書房新社, 2003.7
- 『いまどきのなべ』文化出版局, 2004.11
- 『私の料理がおいしい理由』文化出版局, 2004.2
- 『「ごちそうさま」から20分のひとりぶんスイーツ』河出書房新社, 2004.2
- 『お茶漬けの味100』河出書房新社, 2004.7
- 『ル・クルーゼで日々のごはん』河出書房新社, 2005.9
- 『300kcal以下のま夜中ごはん』河出書房新社, 2006.11
- 『松田美智子のもてなしごはん』毎日新聞社, 2007.3
- 『松田美智子のル・クルーゼスペシャリテ シェフの味をめざした、ワンランク上の36レセピ。』河出書房新社, 2007.9
- 『きちんとごはん、食べてる? 松田美智子のおいしい見本帖 (講談社の実用book) 2007.9
- 『松田美智子のお取り寄せ食堂』文藝春秋, 2008.12
- 『ぜんぶ、おいしい!うちのごはん シンプルレシピ501』静山社, 2009.10
- 『味わうスープ 7つのメイン素材別・ごちそうスープ46』河出書房新社, 2009.9
- 『たまごの本 松田美智子のハッピー料理塾』主婦と生活社, 2010.12
- 『冷蔵庫を上手に使ういまどきのごはん』文化学園文化出版局, 2010.3
- 『いつでも土なべ 煮る、蒸す、焼く、炊く。』文化学園文化出版局, 2011.9
- 『定番ごはん20セレクション すごいダンドリ!1、2、3!』さくら舎, 2012.5
- 『ピーラーマジック! 野菜たっぷり62レシピ』世界文化社, 2013.5
- 『松田美智子 季節の仕事』 (天然生活ブックス) 地球丸, 2014.10　扶桑社、2020
- 『松田美智子調味料の効能と料理法 おいしさの決め手はこのひとさじにある』誠文堂新光社, 2014.3
- 『万能!にんにくみそ床レシピ』河出書房新社, 2014.5
- 『日本の味 家庭料理のおいしい味つけと長く使える道具』主婦と生活社, 2016.12
- 『彼とごはん さっと出せるのにおいしい』世界文化社, 2016.12
- 『丁寧なのに簡単な季節のごはん 松田美智子料理教室「絶対の定番」』小学館, 2018.10

### 共著
- 『とってもかんたんおせちと雑煮 ずっとうちの味にしたいおせち (別冊婦人画報) (お料理かんたんシリーズ 新装版) 芝池早苗,中嶋貞治共著. 婦人画報社, 1998.12
- 『きちんと作る。 人気料理家8人のとっておき (毎日ムック) 河合真理, 野崎洋光, 河村みち子, 中村成子, 渡辺有子, ウー・ウェン, たなかれいこ 共著・料理. 毎日新聞社, 2006.5
- 『雑穀だいすき! 小粒でパワフル、おいしいレシピ81品』日本雑穀協会共著, 日本雑穀協会 監修. 柴田書店, 2008.4
- 『病気にならない鍋健康レシピ』ウー・ウェン, 脇雅世 [料理作成], [新出真理] [栄養監修]. マガジンハウス, 2011.1
- 『和食調味料バイリンガルガイド』監修. 小学館, 2016.12